# أوقستو
أوقستو هو لاعب كرة قدم برازيلي، ولد في 25 فبراير 1980 في البرازيل. شارك مع منتخب أذربيجان الوطني لكرة قدم الصالات. أما مع النوادي، فقد لعب مع Araz Naxçivan ‏.

## وصلات خارجية
- أوقستو على موقع الاتحاد الأوربي (الإنجليزية)